# DIO1
DIO1 (англ. Iodothyronine deiodinase 1) – білок, який кодується однойменним геном, розташованим у людей на 1-й хромосомі. Довжина поліпептидного ланцюга білка становить 249 амінокислот, а молекулярна маса — 28 924.
| 10         |  | 20         |  | 30         |  | 40         |  | 50         |
| ---------- |  | ---------- |  | ---------- |  | ---------- |  | ---------- |
| MGLPQPGLWL |  | KRLWVLLEVA |  | VHVVVGKVLL |  | ILFPDRVKRN |  | ILAMGEKTGM |
| TRNPHFSHDN |  | WIPTFFSTQY |  | FWFVLKVRWQ |  | RLEDTTELGG |  | LAPNCPVVRL |
| SGQRCNIWEF |  | MQGNRPLVLN |  | FGSCTPSFM  |  | FKFDQFKRLI |  | EDFSSIADFL |
| VIYIEEAHAS |  | DGWAFKNNMD |  | IRNHQNLQDR |  | LQAAHLLLAR |  | SPQCPVVVDT |
| MQNQSSQLYA |  | ALPERLYIIQ |  | EGRILYKGKS |  | GPWNYNPEEV |  | RAVLEKLHS  |

A: Аланін

C: Цистеїн

D: Аспарагінова кислота

E: Глутамінова кислота

F: Фенілаланін

G: Гліцин

H: Гістидин

I: Ізолейцин

K: Лізин

L: Лейцин

M: Метіонін

N: Аспарагін

P: Пролін

P: UПролін

Q: Глутамін

R: Аргінін

S: Серин

T: Треонін

V: Валін

W: Триптофан

Кодований геном білок за функцією належить до оксидоредуктаз. 
Задіяний у такому біологічному процесі, як альтернативний сплайсинг. 
Локалізований у мембрані, ендоплазматичному ретикулумі.